# 3-oxetanon
3-oxetanon is een organische verbinding met als brutoformule C3H4O2. Het is een kleurloze vloeistof die structureel gezien het ketonderivaat van oxetaan is. Het is ook een structuurisomeer van 1,3-propiolacton (2-oxetanon).
3-oxetanon wordt hoofdzakelijk gebruikt als bouwsteen bij de synthese van specifieke chemicaliën, waaronder geneesmiddelen.